# Batalion Inżynieryjny (5 DSP)
Batalion Inżynieryjny 5 Dywizji Strzelców Polskich (binż) – pododdział saperów Wojska Polskiego we Wschodniej Rosji, będącego częścią Armii Polskiej we Francji.

## Historia
Pod koniec 1918 roku w Nowonikołajewsku na Syberii zorganizowano Batalion Inżynieryjny, który wchodził w skład 5 Dywizji Strzelców Polskich oraz wydział zaopatrzenia technicznego dywizji, kierowany przez kpt. Mariana Strzetelskiego.
Na przełomie 1918/1919 r. batalion składał się on z trzech kompanii: saperów, kolejowej i technicznej. Do lipca 1919 r. prowadzono w pododdziałach intensywne szkolenie ogólnowojskowe i specjalistyczne. Trzy plutonowa kompanie saperów realizowała program w zakresie minerstwa, budowy mostów i dróg. Kompania kolejowa uruchamiała warsztaty, formowała brygady kolejowo - parowozowe, naprawiała ałtajską linię kolejową, włącznie z odbudową zniszczonych mostów kolejowych. Natomiast pododdział techniczny szkolił plutony telegrafistów, radio i reflektorów. Od października 1919 r. dla batalionu rozpoczął się okres zabezpieczania walk odwrotowych dywizji. Na jego barki spadł obowiązek przygotowania i przeprowadzenia środków ewakuacji oraz bezpośrednia walka z przeważającymi siłami Armii Czerwonej. Wypełniając nakazane zadania, batalion dotrwał do ostatnich dni dywizji i wrócił z jej resztkami do Polski na początku lipca 1920 r.

## Struktura i obsada personalna batalionu
- dowódca batalionu  – kpt. Ignacy Świerszczewski[2]
- dowódca kompanii saperów – por. Lenk
- dowódca kompanii kolejowej – por. Cezar
- dowódca kompanii technicznej – por. Podolecki
- naczelny lekarz batalionu - Juliusz Winkler[3]
- lekarz - por. lek. Aleksander Hubicki[4]